# Укаяли (провинция)
Укаяли (исп. Provincia de Ucayali) — одна из 7 провинций перуанского региона Лорето. Площадь составляет 29 293 км². Население — 61 816 человек; плотность населения — 2,11 чел/км². Столица — город Контамана.

## Административное деление
В административном отношении делится на 6 районов:
- Контамана
- Инауая
- Падре-Маркес
- Пампа-Эрмоса
- Сараяку
- Варгас-Гуэрра